# Мечеть Биби-Эйбат
Мечеть Биби-Эйбат (азерб. Bibiheybət məscidi) — шиитская мечеть, расположенная на берегу Бакинской бухты, в посёлке Шихово в Азербайджане. Существующее ныне сооружение возведено в 1998—1999 годах на месте одноимённой мечети, построенной во второй половине XIII века ширваншахом Абу-л-Фатх Фаррухзадом, впоследствии неоднократно достраивавшейся (последний раз в 1911 году) и полностью разрушенной в 1936 году, во время «безбожной пятилетки», когда религия в СССР подверглась попытке полного искоренения.
Биби-Эйбатский комплекс, в который, кроме мечети, входят усыпальницы и захоронения значимых людей, является одним из значительных памятников исламского зодчества Азербайджана. Мечеть, в старину называвшаяся «мечетью Фатимы», привлекала внимание исследователей и путешественников. В своё время её посетили писатели Аббаскули-ага Бакиханов, Хуршудбану Натаван, Александр Дюма, востоковеды Николай Ханыков, Илья Березин, Борис Дорн, Евгений Пахомов.

## История
Мечеть была построена над гробницей дочери Мусы аль-Казима, седьмого шиитского имама, бежавшего в Баку от преследования халифов. Укейма-ханум принадлежала к роду имама Али и Фатимы, на её происхождение указывает надпись, высеченная на каменной гробнице: «Здесь погребена Укейма ханум, потомок пророка Мухаммада, внучка шестого имама Джафара ас-Садыка, дочь седьмого имама Мусы аль-Казима, сестра восьмого имама Али ар-Риза». В центре усыпальницы, посреди квадратной деревянной решётки, погребён слуга (служанка?) Укеймы ханум по имени Эйбат, отсюда и название мечети «Биби-Эйбат» — «тётя Эйбата».

### Датировка

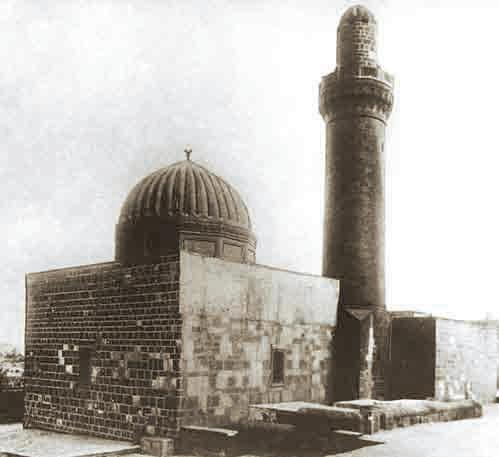
Вид старой мечети до реставрации 1911 года

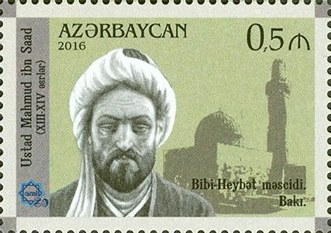
Почтовая марка Азербайджан, посвящённая Махмуд ибн Саад и вид старой мечети до реставрации 1911 года к 80-летию Союза архитекторов Азербайджана, 2016 год.

На основе настенных надписей южной стены мечети историки относят постройку к концу XIII века. Арабская надпись на стене мечети гласила: «Работа Махмуд ибн Саада» (этот же архитектор построил Нардаранскую крепость вблизи Баку).

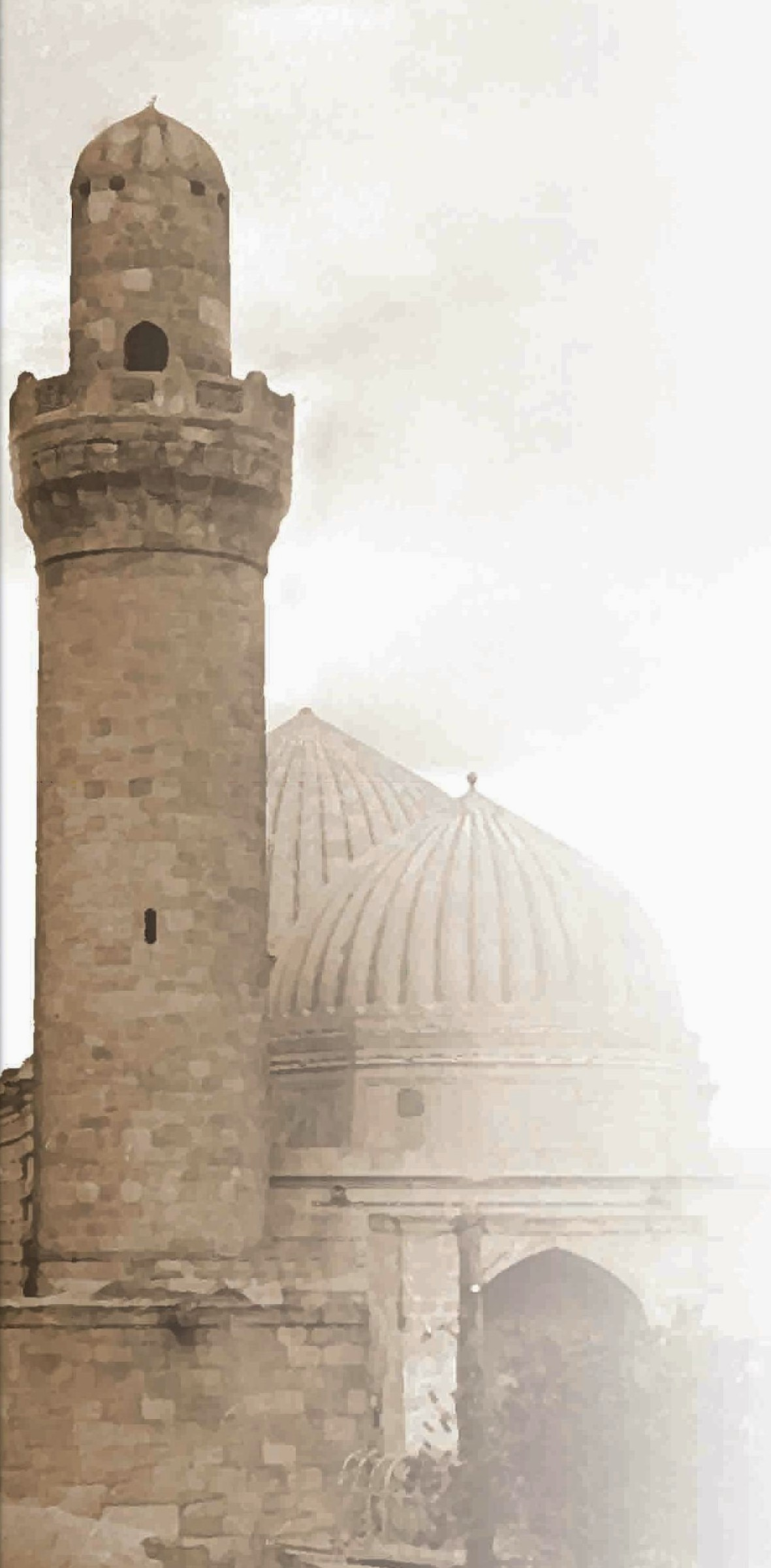
Минарет мечети. Начало XX века

Востоковед Илья Березин, изучавший мечеть Биби-Эйбат в 1841 году, обнаружил другую арабскую надпись: «Приказал построить эту мечеть мелик возвеличенный, султан величайший, защитник государства и веры Абу-л-Фатх Фаррухзад ибн Ахситана ибн Фарибурз, помощник эмира верующих, да продлит Аллах его царствования и владычество! В дату года восьмидесятого (1281—1282 г)». По версии азербайджанского историка Сары Ашурбейли имя Фаррухзада, могло появиться на мечети в связи с её реставрацией Ширваншахами, сама же постройка могла быть древнее. Другого мнения придерживался советский искусствовед Леонид Бретаницкий:

Мечеть в пос. Ханлар (б. сел. Шихово, б. Биби-Эйбат) близ Баку была построена в конце XIII в. Разрушена она сравнительно недавно и известна по краткому описанию и нескольким фотографиям. Вытянутый, прямоугольный зал мечети перекрывался стрельчатым сводом и был разделен стрельчатой подпружной аркой. На южной стене находился богато декорированный михраб с расположенным около него мимбаром. Мечеть соединялась с пристроенной позднее небольшой усыпальницей. Зал слабо освещало небольшое окно в южной стене, где находилась и арабоязычная надпись с именем зодчего — Махмуда, сына Са’да, строителя замка в сел. Нардаран. В описании глухо[уточнить] говорится о применении керамики с голубой глазурью в убранстве интерьера мечети. Строительная надпись на восточном фасаде, упоминаемая Б. Дорном и И. Березиным, сообщала, что мечеть построена Фаррухзадом II, сыном Ахситана II, позволяя датировать её временем его правления, то есть 660—665 гг. х. (1264-65 — 1266-67).— Л. С. Бретаницкий
| |  |
| Слева — картина Вигго Петера Олафа Лангера «Мечеть в Шихове» (1911), справа — мечеть на дореволюционной открытке |  |

Мечетью в течение более ста лет управляло четыре поколения шейхов, она пользовалась налоговыми привилегиями: согласно копиям с указов Тахмасиба, Аббаса I, Аббаса II и Хусейна, выполненными Борисом Дорном, государственные чиновники, владельцы союргала не имели право брать налоги с вакуфных имуществ этого комплекса. В указе шаха Тахмасиба говорилось, что «Биби-Эйбатское заведение имело огромное вакфное имущество при шейхе Бунйаде».
Так как вокруг мечети селились шейхи, считающиеся авторитетными богословами, это место со временем стали называть «Шых». Отсюда произошло современное название пригорода Баку — Шыхово, где и расположена мечеть. Наряду со многими мусульманами, завещавшими похоронить их близ мечети, был и Хаджи шейх Шариф, прибывший в своё время в Баку с целью распространения суфизма. Он всю оставшуюся жизнь провёл в этом храме, где и был погребён.
Мечеть являлась местом религиозного паломничества. Александр Дюма, посетивший мечеть в 1850-х годах, в своей книге «Кавказ» утверждал, что «мечеть — место поклонения бесплодных женщин, они приходят сюда пешком, молятся и в течение года получают способность рожать…».
Согласно писателю, мечеть посетила поэтесса Хуршудбану Натаван (Дюма называет её княгиней Хасар Уцмиевой), у которой менее чем через год после этого родился сын, а в качестве пожертвования была построена дорога от мечети до Баку.

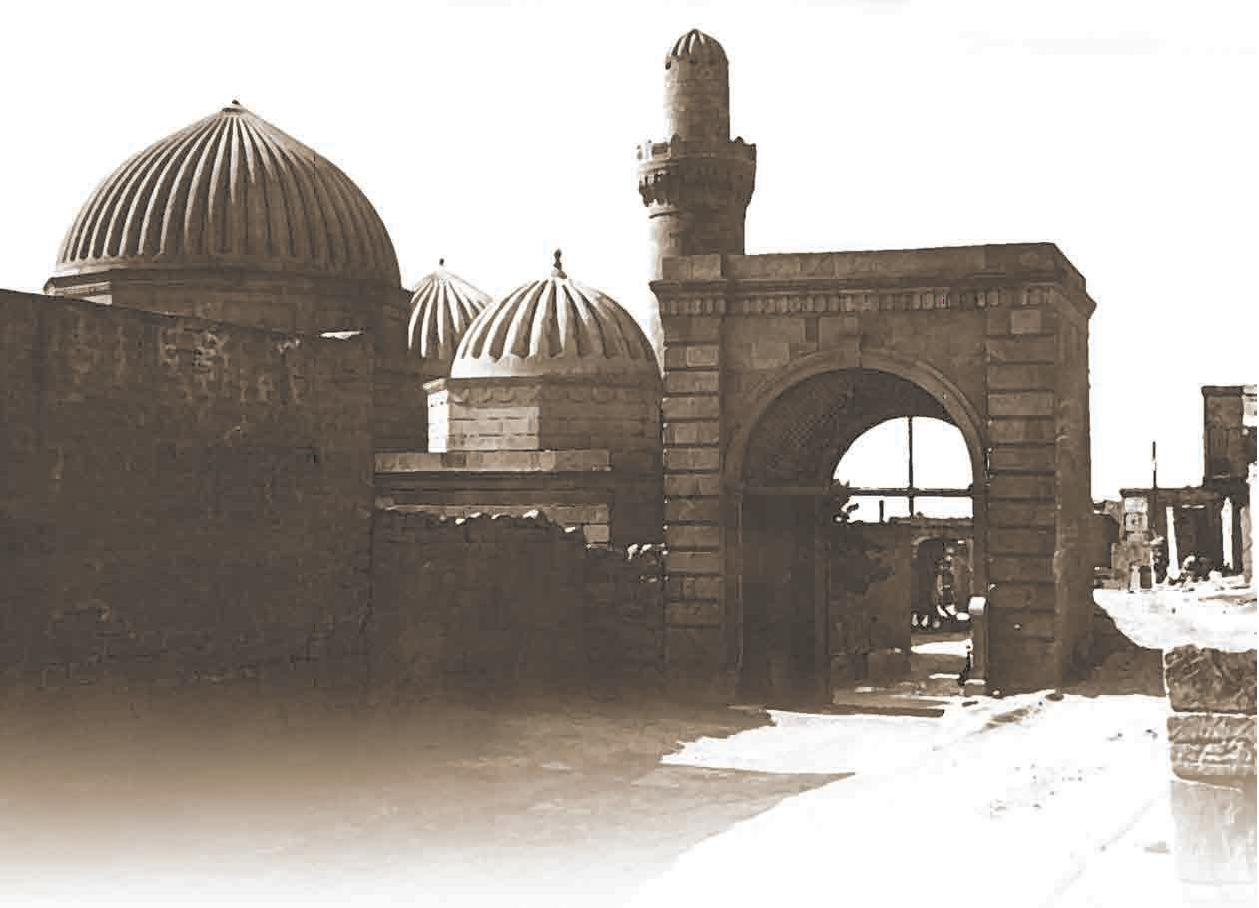
Комплекс сооружений мечети после проведения работ 1911 года

Мечеть упоминается в работах таких исследователей и путешественников, как Илья Березин, Борис Дорн, Николай Ханыков, Аббаскули-ага Бакиханов, Евгений Пахомов. Азербайджанский историк Г. Садиги, в 1925 году посвятивший мечети небольшую статью, оставил следующее описание:
В 5 верстах к юго-западу от Баку, за Баиловским мысом находится Шихова деревня, расположенная на скате горного отрога и на небольшой береговой полосе. Достопримечательностью её является старинная красивая мечеть. От моря до мечети около полуверсты; со стороны моря, с востока, идет лестница, с южной и северной стороны моря находятся ворота. Около мечети высокий минарет, а также усыпальницы — мавзолеи, склепы и могилы.

### Разрушение

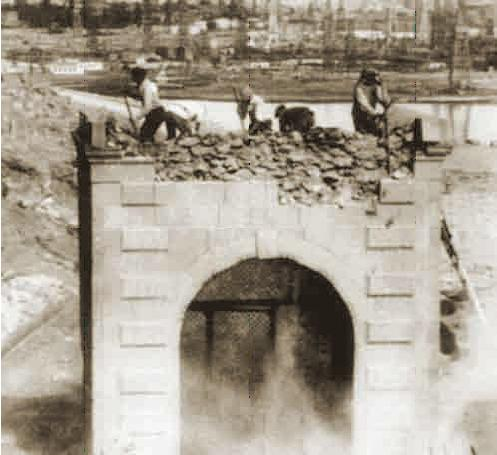
Разрушение ворот мечети, 1936 год

После установления советской власти в Азербайджане в 1920 году началась борьба большевиков с религией. Биби-Эйбатская мечеть, имевшая большое значение для верующих мусульман, превратилась в мишень для нового правительства наряду с храмами других конфессий — собором Александра Невского и польским католическим костёлом.
В сентябре 1935 года Азербайджанский ЦИК и президиум Бакинского совета «на основании требований трудящихся» о запрете религиозных обрядов в мечети, приняли постановление: «Удовлетворить ходатайство 300 рабочих нефтепромысла им. Сталина о закрытии в сел. Шихово молитвенного дома „Биби“». В 1936 году согласно распоряжению 1-го секретаря ЦК АКП (б) Мир Джафара Багирова мечеть была взорвана. Многие сооружения комплекса рухнули с первого раза, минарет же рухнул только после третьего взрыва. Захоронения, в том числе Укеймы-ханум, также были разрушены.
В том же году, уже после разрушения мечети, в Москве было принято решение «О сохранении памятников архитектуры исторического значения». Ответственный за выполнение сноса, председатель «Азкомстариса» Саламов впоследствии провёл 20 лет в сибирских лагерях.
Позднее на месте мечети было проложено шоссе.

### Новое строительство

Возведение нового здания мечети, 2008 год

После распада СССР в Азербайджане, как и в других бывших республиках, начался процесс восстановления утраченных культовых сооружений. В 1994 году президент республики Гейдар Алиев издал распоряжение о строительстве нового здания Биби-Эйбатской мечети на прежнем месте.
Размеры и план научного восстановления комплекса были разработаны ещё в советское время, в 1980-х годах, на основе сохранившихся фотографий и описаний различных путешественников, среди которых важную роль сыграла небольшая статья Г. Садиги, подробно описывающая состояние комплекса мечети к середине 1920-х годов. Однако мечеть была построена в большем объёме, по новому проекту архитектора Санана Султанова.
Строительные работы начались в 1998 году. На церемонии, состоявшейся 12 июля 1998 года Гейдар Алиев заявил:
60 лет назад воздвигнутая на этом священном месте мечеть была взорвана, варварски разрушена. Нашей духовности, нашим нравственно-духовным ценностям, исламской религии был нанесён большой ущерб. <…> Мечеть, этот великий памятник, который вы видите сегодня, радует нас. Вместе с тем, считаю, что это — первый этап работы. Это строительство должно полностью завершиться по проекту. Сегодня я заявляю, что беру под своё покровительство полное завершение строительства комплекса мечети по проекту и создам все возможности для его осуществления, окажу необходимую для этого помощь.

Макет мечети, Культурный центр Гейдара Алиева

Церемония открытия мечети состоялось в мае 1999 года. Следующая церемония открытия состоялась 14 июля 2008 года. В ней приняли участие сын Алиева, президент Ильхам Алиев, глава Управления мусульман Кавказа Аллахшукюр Паша-заде, епископ Бакинский и Прикаспийский Александр, глава общины горских евреев Семён Ихиилов и глава католиков республики Ян Чапла.
По сравнению с историческим новый комплекс больше по площади. Здесь установлены памятники ширваншаху Фаррухзаде и Гейдару Алиеву. Во дворе здания предполагается создание площадки для общественных молитв нескольких тысяч верующих.
Так как здесь покоятся четыре представителя рода пророка Мухаммеда, мечеть по количеству священных могил занимает третье место среди святынь исламского мира.

## Архитектура

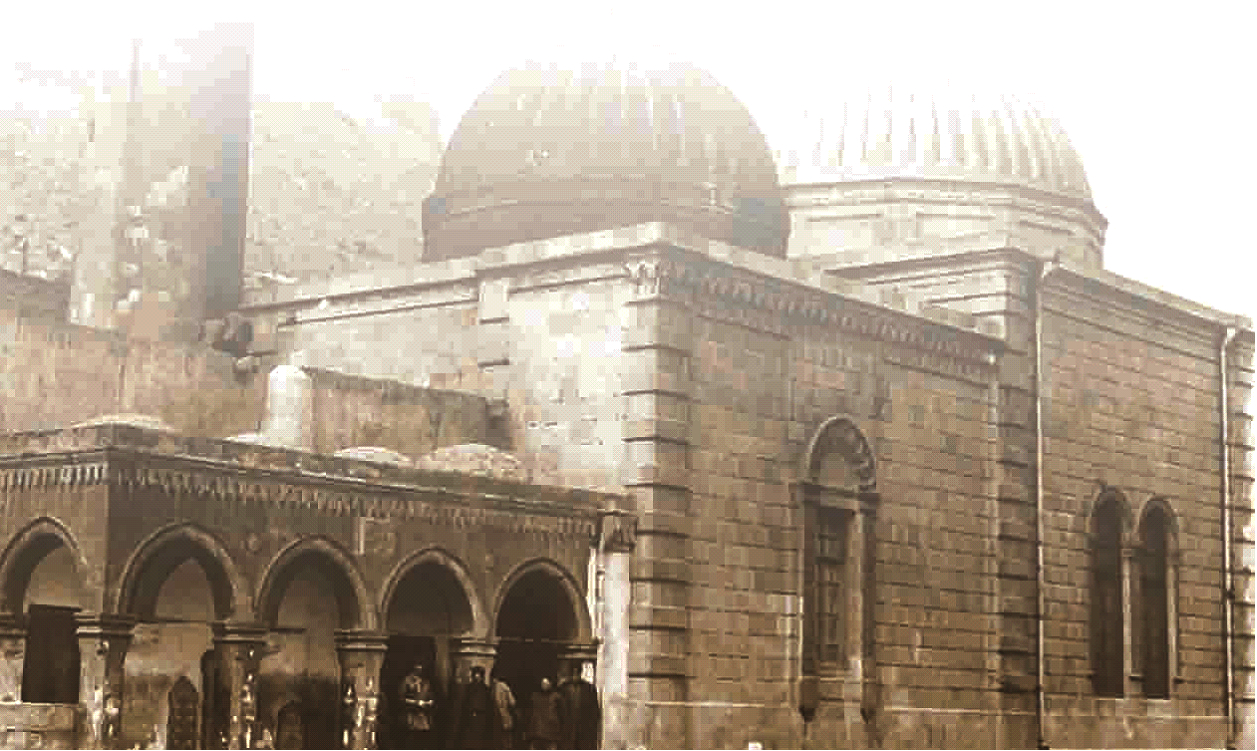
Мечеть в начале XX века. Слева направо: Аркада, позади которой виден минарет, усыпальница и здание новой мечети, построенное в 1911 году.

Определяют шесть строительных этапов развития комплекса. Каждый из них отмечен прибавлением нового здания, возводившегося различными зодчими в период с XIII века до начала XX
века.
Старейшими сооружениями были старая мечеть кубической формы, располагавшаяся в южной части усыпальницы, и примыкавший к ней с запада минарет, построенный в 1305—1313 годах, на фасаде которого существовала надпись «Работа Махмуда ибн Саада».
Минарет по своему архитектурному решению отображал черты ширванской архитектурной школы и потому весьма важен для изучения развития аналогичных сооружений Ширвана. В своей верхней части он был украшен резьбой и «сталактитами», над ним поднимался небольшой столб, увенчанный полукруглым ребровым куполом. Перила балкона имели каменную узорную решётку. Графическое исследование показало, что его высота была около 22 м.
По архитектурно-планировочной характеристике мечеть относилась к типу мечетей, широко распространённому в средневековом Баку. Внутри она представляла собой продолговатую четырёхугольную комнату со стрельчатым сводом. Не доходящая до пола стрельчатая полуарка разделяла мечеть посередине. Полукруглый свод алтаря у южной стены украшал резной декор со «сталактитами». В северной части располагалось кубическое помещение усыпальницы, потолок которой опирался на четыре свода. Под куполом висела люстра-подсвечник («шамдан»), окружённая витражами.
Помимо основных сооружений, позднее комплекс стал включать в себя южные и северные ворота, мавзолеи-усыпальницы, бассейны и ряд служебно-хозяйственных помещений. Южнее минарета к мечети был пристроен склеп с двумя нишами, в которых имелись надписи, содержащие имя правителя Кубинского ханства Фатали-хана (1736—1789), чья мраморная надгробная плита находится в Музее истории Азербайджана.
Галерея, имевшая четыре стрельчатые арки, примыкала к невысокой прямоугольной постройке. По бокам в неё вели две двери, между которыми располагались старинные надгробные плиты. Напротив мечети находился водоём для омовения перед намазом, другой каменный водоём примыкал к стене усыпальницы — он имел чашечки на цепочках и был украшен резьбой.

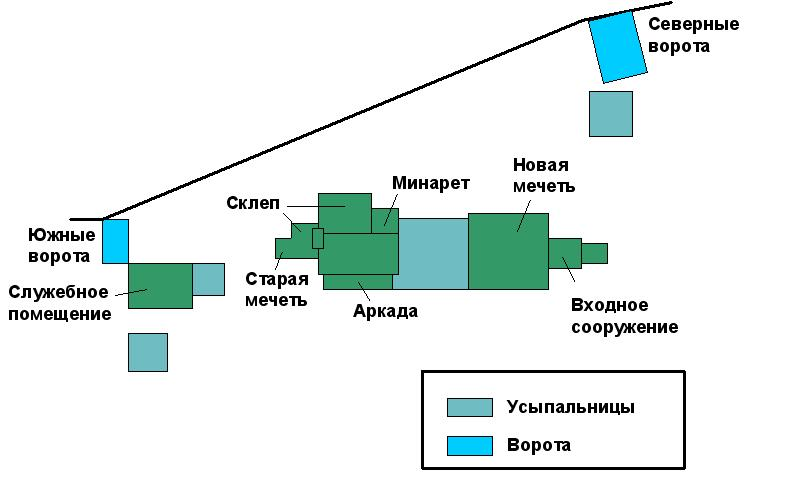
План участка в середине 1920-х годов

С северной стороны к минарету и к мечети примыкала усыпальница, на которой имелась надпись, которую обнаружил и перевёл востоковед Борис Дорн. Из надписи стало понятно, что мавзолей был сооружён в 1619 году погребённым здесь же шейхом Шерифом бен Шейхом Абидом, умершим на следующий день после окончания работ.
В 1911 году к северу от усыпальницы на средства бакинского мецената Алескер ага Дадашева зодчим Гаджи Наджафом было построено новое здание мечети; усыпальница и старая мечеть были отремонтированы.

### Архитектура современной мечети

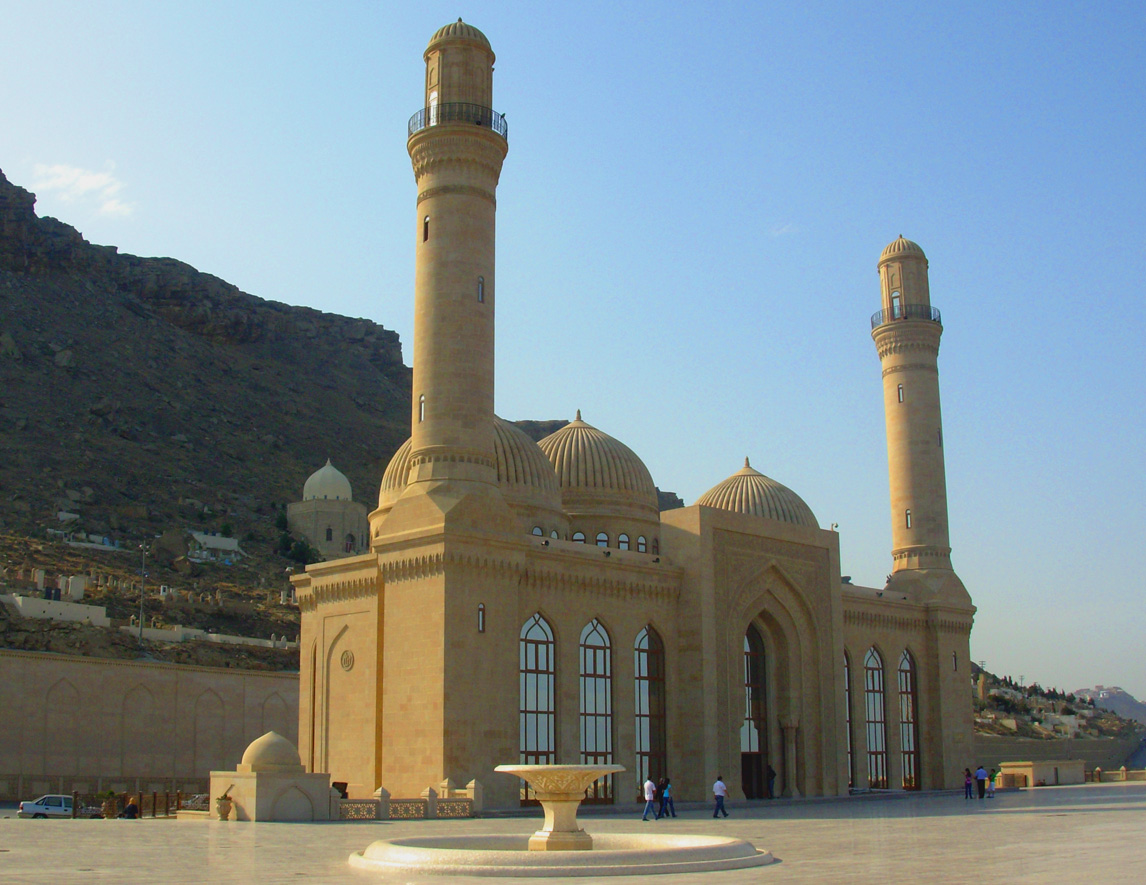
Южная сторона мечети, после 2008

Нынешнее здание построено по проекту архитектора Санана Султанова и представляет собой образец классической ширванской архитектурной школы. Были использовали канонические основы этой школы: её масштабность, светотень и т. д. Здание увенчано тремя куполами, имитирующими ребровую «гофрированную» форму старой мечети, и дополнено двумя минаретами по бокам. В южной стороне комплекса находится мужская молельня, с северной стороны — женская. Между ними расположен мавзолей.
Строители использовали местную разновидность известняка — «гюльбахт». Снаружи
фронтальные части портала, как и в случае с тебризской Голубой мечетью, украшены орнаментами «хатаи». Проект оформления интерьера мечети принадлежит архитектору Фахраддину Миралаю.
Купола изнутри украшены зеркалами зелёного и бирюзового цвета, окаймлёнными позолоченными надписями сур из Корана. При отделке интерьера использовалась азербайджанская технология «шебеке». Широко использованы такие орнаментальные композиции, как «ислими», «шукюфа», «бенди-руми», «сельджук зенджири» (сельджукская цепь), «шамси», «джафари» и «ачма-юмма» (бесфоновая). На внутренних мраморных стенах вырезаны каллиграфические надписи — «мухаггах», «сульс», «джами-сульс», «куфи», «куфи-шатрандж», «мусальсаг», «дивани», «тугра» и т. д.
По словам мастера-позолотчика Гасана Мустафаева «восстановление данного памятника потребовало тонкого подхода к каждому нюансу, ведь это храм-святыня, к которому и отношение совсем другое».

## Фотогалерея

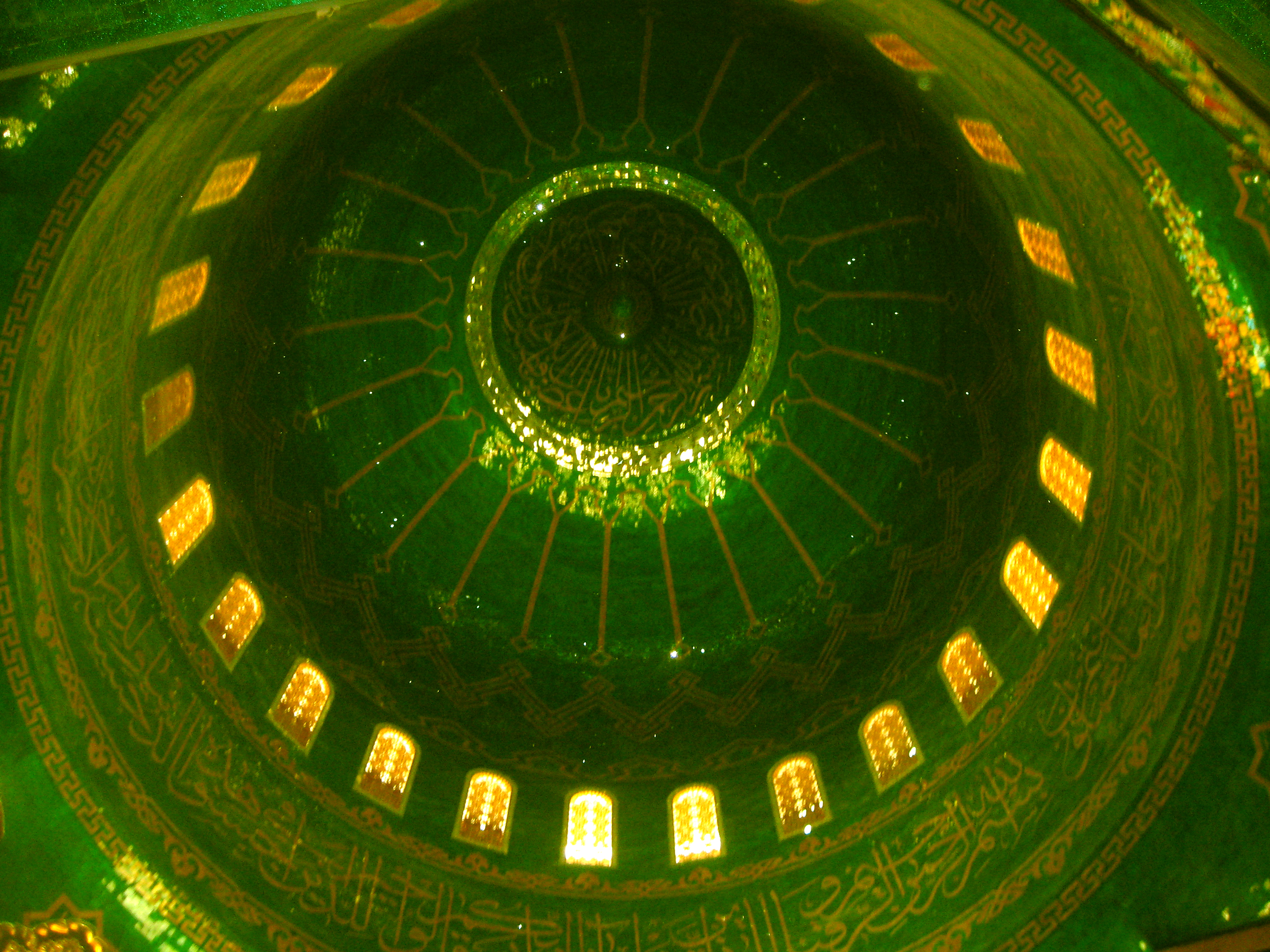
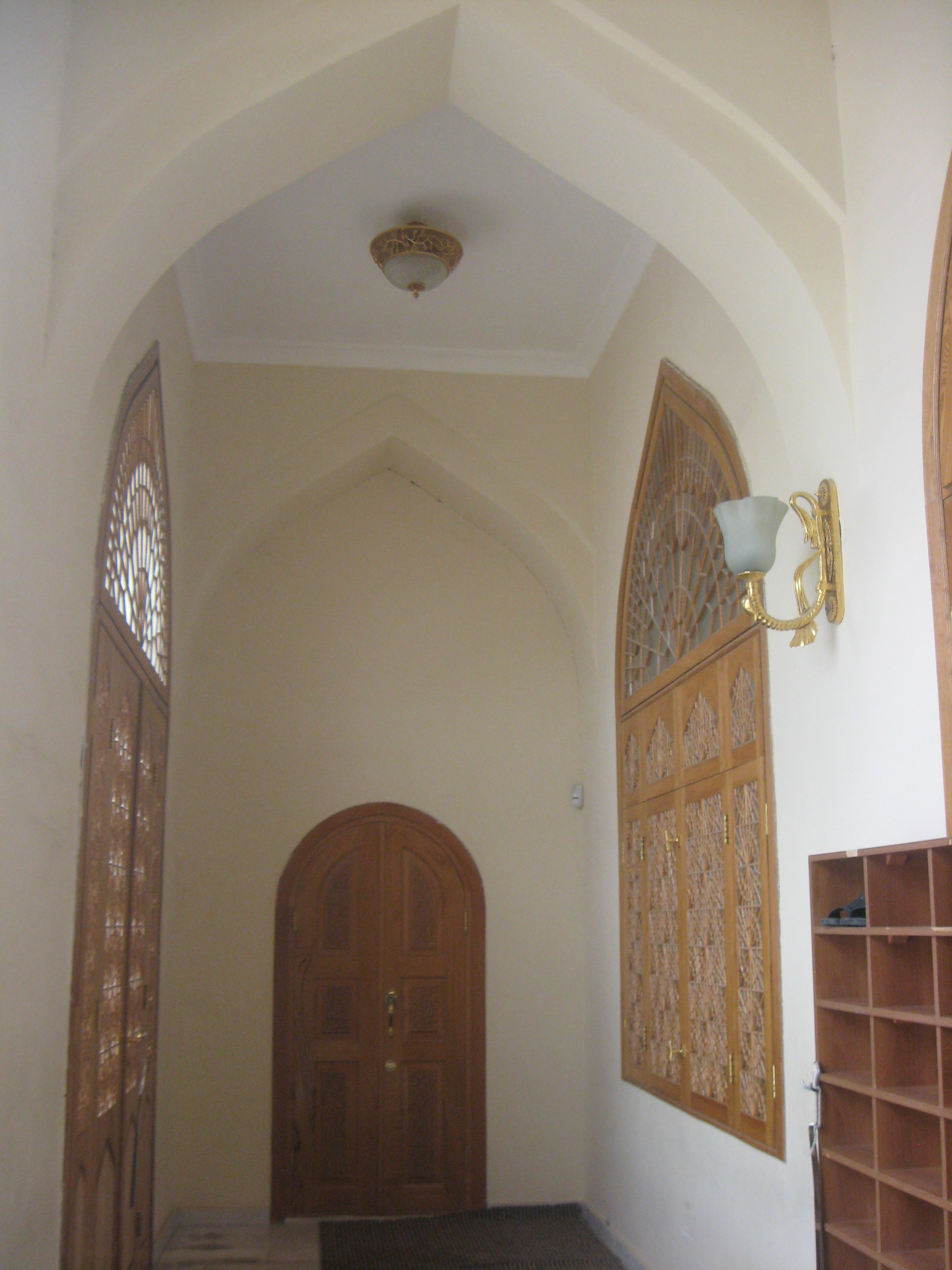
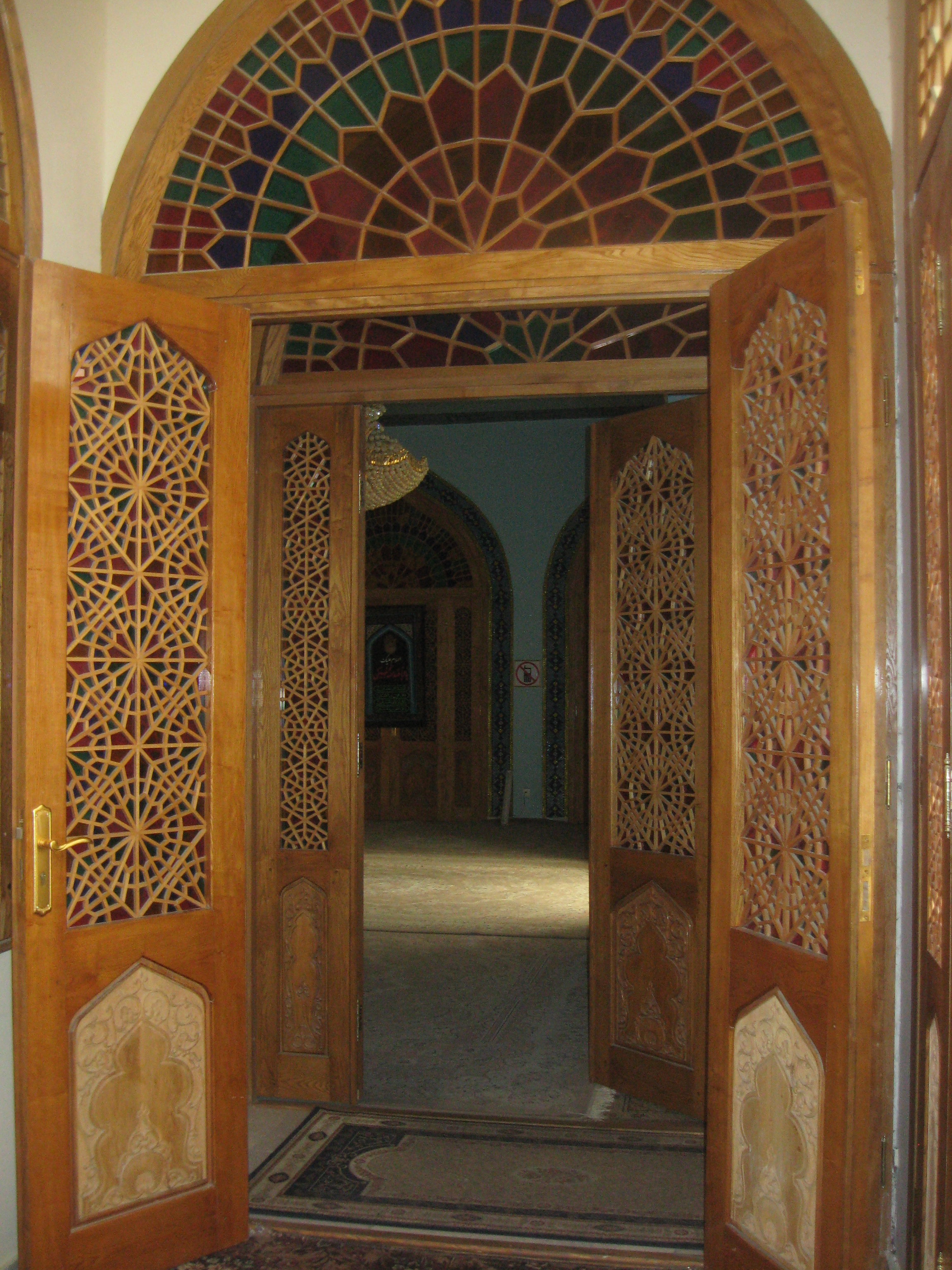
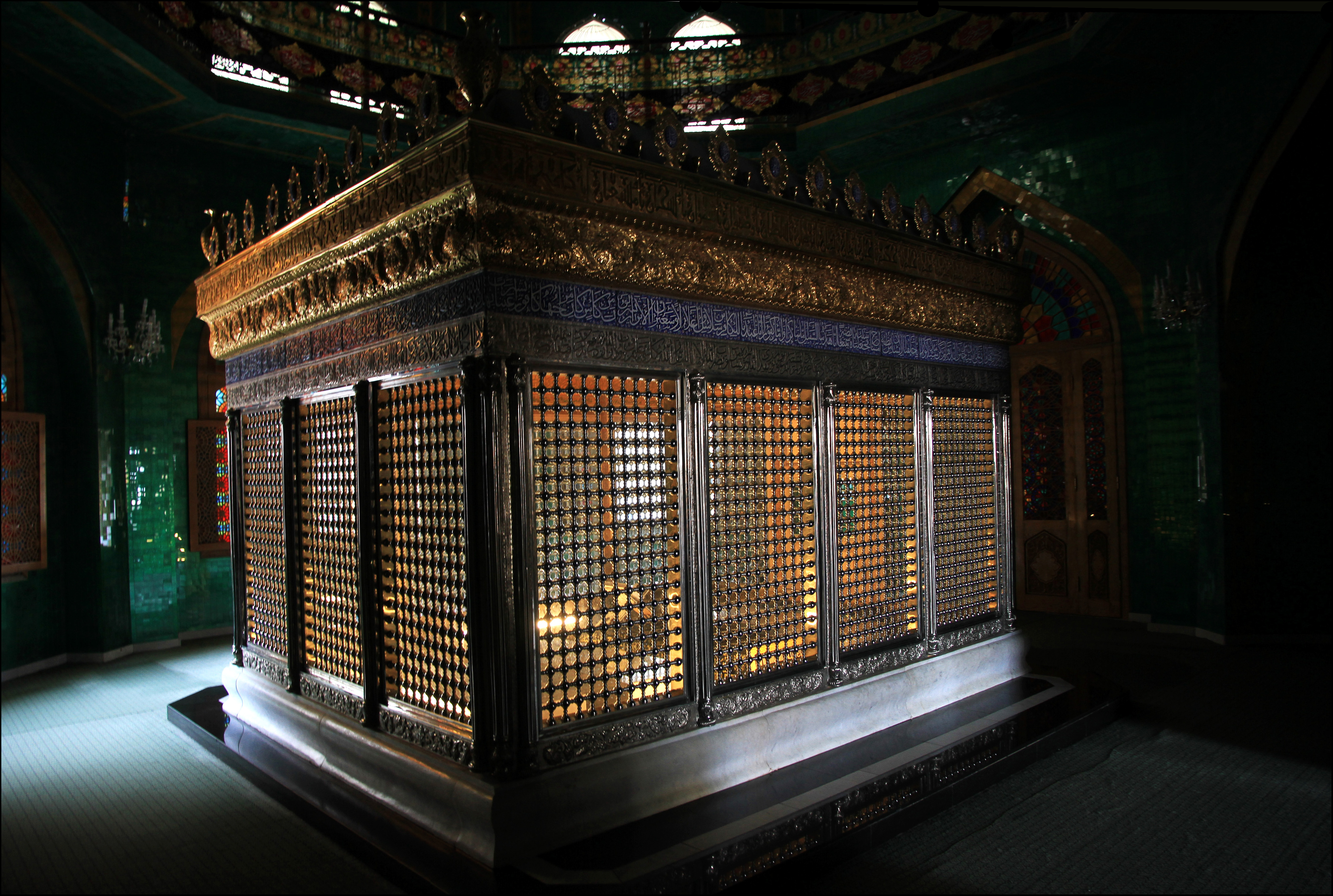
Усыпальница Укеймы-ханум